# Wallemia
Wallemia (лат.) — род грибов, входящий в отдел Базидиомикота (Basidiomycota),  единственный род порядка Wallemiales и семейства Wallemiaceae. Объединяет три вида. Виды рода являются ксерофильными плесневыми грибами.

## Виды
- Wallemia ichthyophaga Johan-Olsen, 1887
- Wallemia muriae (J. Kickx f.) Zalar & de Hoog, 2005
- Wallemia sebi (Fr.) Arx, 1970